# Urolighederne i Grækenland 2008
Urolighederne i Grækenland begyndte 6. december 2008 da en græsk politimand, Epaminondas Korkoneas (græsk: Επαμεινώνδας Κορκονέας), skød og dræbte den 15 år gamle Alexandros Grigoropoulos (græsk: Αλέξανδρος Γρηγορόπουλος) i Exarcheia i Athen, efter at politiet og en gruppe af unge kom i konflikt. Denne hændelse resulterede i enorme demonstrationer over hele byen, med hundredvis af engagerede demonstranter. Demonstrationerne spredte sig til flere andre byer, inkluderet Thessaloniki, Grækenlands næststørste by.
Den 8. december 2008 var der også uroligheder og demonstrationer udenfor Grækenland, blandt andet på Cypern, i hovedstaden Nicosia og den vestlige by Pafos.
Avisen Kathimerini mente at urolighederne var det værste Grækenland har set siden genoprettelsen af demokratiet i 1974.